# Доктрина о двух мечах

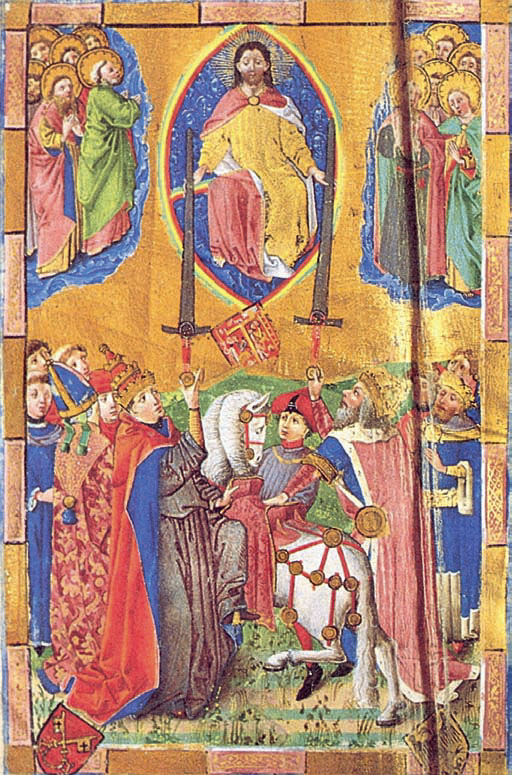
Христос отдает два меча папе и императору. Картина Ганса Борнерманна, основанная на копии Sachsenspiegel 1442 г.

Доктрина или теория двух мечей - появившееся в католицизме в средние века толкование Евангелия из Луки (22:38. Они сказали: Господи! вот, здесь два меча. Он сказал им: довольно), рассматривавшее её как особое оправдание доктрины папы римского Геласия I о «священной власти священства и монаршей силе».
Это конкретное толкование «Вот два меча … этого достаточно» впервые было выдвинуто Петром Дамианом в 1060 -х гг. Позднее он был упомянут Готтшальком Аахенским от имени императора Священной Римской империи Генриха IV против претензий папы Григория VII во время борьбы за инвеституру. В XII в. Бернард Клервоский утверждал, что как «материальный меч» (Gladius materialis), так и «духовный меч» (Gladius Spirituis) в конечном итоге принадлежат папству.
К началу XIII в. два меча стали предметом серьёзных исследований и дебатов среди канонических юристов и декреталистов. Главный вопрос заключался в правоте Бернарда и вопросе: «Если бы Бог дал каждый меч его законному носителю в лице императора и папы, или он дал бы оба их папе, который затем даровал бы материальный меч императору?». Когда папа Григорий IX начал войну ключей против императора Фридриха II в 1228 г., то в основе его претензий был вопрос власти над двумя мечами.
С изложения доктрины (теории) двух мечей начинается текст Саксонского зерцала (статья 1 книги первой).